# Thalassodes zothalmia
Thalassodes zothalmia là một loài bướm đêm trong họ Geometridae.